# Exorista ruralis
Exorista ruralis là một loài ruồi trong họ Tachinidae.